# L'Atelier à Marseille
L'Atelier à Marseille est un tableau réalisé par Albert Marquet en 1916.
Il représente son atelier à Marseille. La toile est centrée sur un mur blanc ouvert sur la charpente et orné d'une bannière tricolore tendue au-dessus d'une porte ouverte. La table et la fenêtre sont coupées sur les côtés de la toile.
Cette œuvre est conservée au musée des beaux-arts de Bordeaux.